# Герман Беккер
Герман Беккер (нім. Hermann Becker; 12 травня 1884, Фалькенбург — 6 лютого 1945, Торгау) — німецький офіцер, генерал-лейтенант люфтваффе (1 листопада 1942).

## Біографія
1 квітня 1912 року вступив у ВМФ. Пройшов підготовку у військово-морському училищі в Мюрвіку та на важкому крейсері «Вікторія Луїза». Учасник Першої світової війни. Пройшов льотну підготовку і з грудня 1916 року служив на авіабазі ВМФ у Зеебрюгге. В липні 1917 року взятий в полон британськими військами і вступив у добровольчі частини, які билися на території Росії. 9 вересня 1920 звільнений і вийшов у відставку.
1 січня 1934 року вступив в люфтваффе і призначений начальником льотної школи у Варнемюнде. З 1 серпня 1934 року — начальник окружного парку морської авіації в Кілі-Гольтенау. З 31 жовтня 1934 року — командувач авіагрупи «Кіль» і комендант однойменної авіабази. З 1 березня 1936 року — начальник школи морської авіації в Пюттніці і комендант бази морської авіації. 1 квітня 1938 року призначений начальником обслуговуючих частин морської авіації, а 18 грудня 1939 року — інспектором обслуговуючих частин люфтваффе. 1 жовтня 1943 року зарахований в резерв. 1 грудня 1944 року звинувачений у підриві обороноздатності та поразницьких настроях, засуджений до позбавлення звання і нагороди, а потім — до страти. Розстріляний.

## Нагороди
- Залізний хрест 2-го і 1-го класу
- Почесний хрест ветерана війни з мечами
- Медаль «За вислугу років у Вермахті» 4-го і 3-го класу (12 років)